# مگس‌های درنای چشم‌پشمی
مگس‌های درنای چشم‌پشمی (نام علمی: Pediciidae) نام یک تیره از بالاخانواده درنامگس‌واران است.